# Книга благой любви
«Книга благой любви» (исп. Libro de buen amor) — поэма испанского поэта Хуана Руиса, написанная в 1330—1343 годах и впервые опубликованная в 1790 году. Представляет собой автобиографию, насыщенную аллегориями и притчами. Автор рассказывает о том, как искал «благую любовь» (и плотскую, и религиозную), показывает своё знакомство с античной, арабской и куртуазной литературой.
«Книга благой любви» оказала существенное влияние на литературу испанского Возрождения. Авторы плутовских романов позаимствовали из неё образ сводни, помогающей главному герою.